# 伊苏瓦尔河畔梅济耶尔
伊苏瓦尔河畔梅济耶尔（法語：Mézières-sur-Issoire，法語發音：[mezjɛʁ syʁ iswaʁ]）是法国新阿基坦大区上维埃纳省的一个旧市镇，属于贝拉克区。2016年，伊苏瓦尔河畔梅济耶尔与市镇比西耶尔博菲合并为新市镇瓦勒迪苏瓦尔。

## 地理
伊苏瓦尔河畔梅济耶尔（46°6'27"N, 0°54'39"E）面积44.16 平方千米，位于法国新阿基坦大区上维埃纳省，该省份为法国中西部省份，北起顺时针与安德尔省、克勒兹省、科雷兹省、多爾多涅省、夏朗德省和维埃纳省接壤。
与伊苏瓦尔河畔梅济耶尔接壤的市镇（或旧市镇、城区）包括：圣博内德贝拉克。

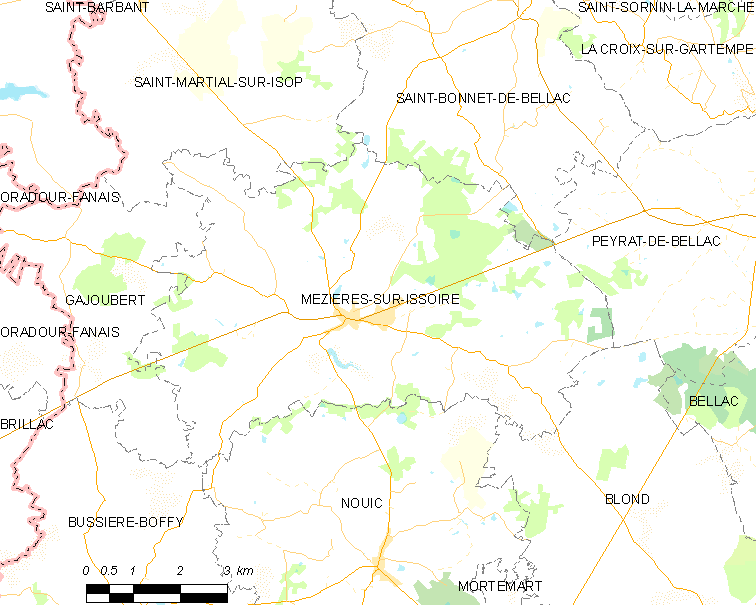
伊苏瓦尔河畔梅济耶尔的OSM定位图

伊苏瓦尔河畔梅济耶尔的时区为UTC+01:00、UTC+02:00（夏令时）。

## 行政
伊苏瓦尔河畔梅济耶尔的邮政编码为87330，INSEE市镇编码为87097。

## 政治
伊苏瓦尔河畔梅济耶尔所属的省级选区为贝拉克县。

## 人口

1962-2008年间伊苏瓦尔河畔梅济耶尔人口变化图示

伊苏瓦尔河畔梅济耶尔于2018年1月1日时的人口数量为755人。